# Vanaheimr

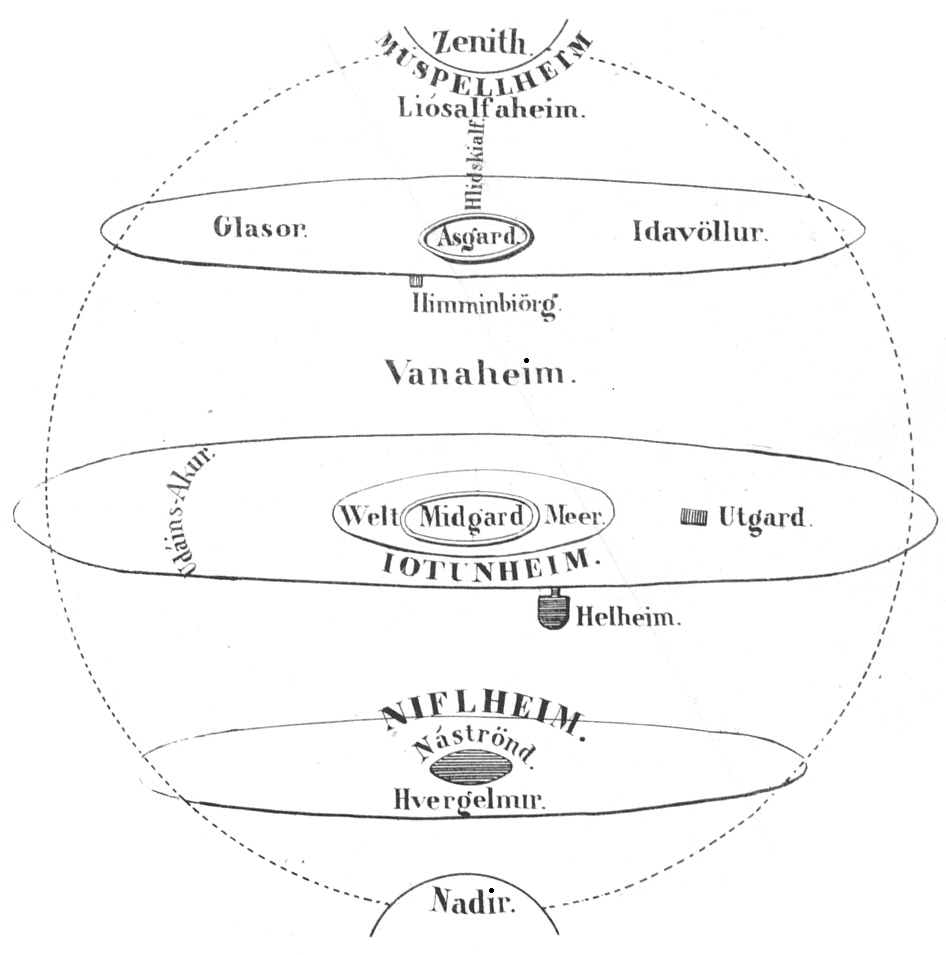
Die Sphären der nordischen Götterwelt

Vanaheimr, altnordisch für „Wohnort der Wanen“, eingedeutscht auch Wanenheim, ist in der nordischen Mythologie der Ort, an dem der Gott Njörd aufwuchs. Im mythischen Weltbild Snorri Sturlusons (insbesondere in seiner Prosa-Edda) steht Wanenheim hingegen für den Wohnort der Wanen oder die Welt der Wanen. Dieses Verständnis als göttlicher Gegenwelt zu Asgard geht aber wahrscheinlich nicht auf eine mythische Überlieferung zurück, sondern auf eine Deutung Snorri Sturlusons.